# Monika Holzschuster
Monika Holzschuster (ur. 23 lipca 1955) – austriacka lekkoatletka, sprinterka.
Wystąpiła w biegu na 100 metrów na mistrzostwach Europy juniorów w 1970 w Paryżu, ale odpadła w eliminacjach. Odpadła w eliminacjach sztafety 4 × 100 metrów na mistrzostwach Europy w 1971 w Helsinkach.
Zdobyła brązowy medal w sztafecie 4 × 1 okrążenie (w składzie: Christa Kepplinger, Maria Sykora, Carmen Mähr i Holzschuster) na halowych mistrzostwach Europy w 1972 w Grenoble, a w biegu na 50 metrów odpadła w półfinale.
Była rekordzistką Austrii w biegu na 100 metrów z czasem 11,5 s (21 czerwca 1972 w Stuttgarcie) i trzykrotnie w sztafecie 4 × 100 metrów do wyniku 45,5 s osiągniętego 12 sierpnia 1972 w Lüdenscheid.
Rekordy życiowe Holzschuster:
| Konkurencja              | Data i miejsce             | Wynik |
| ------------------------ | -------------------------- | ----- |
| bieg na 100 metrów       | 21 czerwca 1972, Stuttgart | 11,5  |
| bieg na 200 metrów       | 27 czerwca 1972, Warszawa  | 24,1  |
| bieg na 50 metrów (hala) | 12 marca 1972, Grenoble    | 6,50  |